# Juan Micha
Juan Micha Obiang Bicogo (Bata 28 de julho de 1975) é um técnico de futebol e ex-futebolista guineu-equatoriano que atuava como atacante. Atualmente é técnico da seleção nacional.

## Carreira
Com uma carreira de clubes desconhecida, Micha disputou 9 partidas pela seleção da Guiné Equatorial entre 1998 e 2002, não tendo feito nenhum gol.
Após deixar os gramados, trabalhou como auxiliar-técnico no Fuenlabrada, onde conheceria o técnico argentino Esteban Becker, que o indicou para a mesma função na seleção feminina em 2012, chegando a comandar o time Sub-20 em 2014 e sido assistente de Becker na seleção masculina da Nzalang, além de treinar as equipes Sub-17 e Sub-20 em 2015.
Em julho de 2020, apresentou sua candidatura à vaga deixada pelo francês Sébastien Migné, mas a Federação Guinéu-Equatoriana de Futebol ofereceu a Micha um contrato para reassumir a seleção Sub-17 em setembro do mesmo ano. Depois de não conseguir um treinador para comandar a seleção principal, o presidente da FEGUIFUT, Gustavo Ncong, convidou Micha para assumir o cargo interinamente ao lado de Casto Nopo para os 2 jogos contra a Líbia, em novembro. A Nzalang venceu as partidas e a federação pediu para o ex-atacante permanecer no comando técnico, mas ele queria assinar imediatamente o contrato.
Em março de 2021, Micha foi oficializado como novo técnico da Guiné Equatorial, e 2 dias depois classificou o time para a Copa das Nações Africanas ao derrotar a Tanzânia. No mesmo ano, teve uma curta passagem pelo Akonangui, em seu primeiro trabalho como treinador em um clube.

## Links
- «Perfil de Juan Micha». em Soccerway